# Ähtäri
Ähtäri (in svedese Etseri) è una città finlandese di 5406 abitanti, situata nella regione dell'Ostrobotnia Meridionale.